# Baracsi Ferenc
Baracsi Ferenc (Budapest, 1928. október 18. –) magyar színész.

## Életpályája
Tanulmányait az Országos Színészegyesület Színészképző Iskolájában végezte el 1948-ban. 1948 és 1949 között a Vígszínház tagja volt. 1949/50-ben a Miskolci Nemzeti Színházban játszott. 1950-től 1957-ig az Úttörő Színház és az Ifjúsági Színház színművésze volt. 1957/58-ban a Bartók Teremben lépett fel. 1958 és 1960, illetve 1962 és 1965 között a kecskeméti Katona József Színház művésze volt. 1960/61-ben a Tarka Színpadon volt látható. 1961/62-ben a Szegedi Nemzeti Színház tagja volt. 1965 és 1971 között a Pécsi Nemzeti Színházban játszott. 1971-től 1983-ig az Irodalmi Színpad, illetve a Radnóti Színpadon szerepelt. 1983-tól a zalaegerszegi Hevesi Sándor Színház tagja.

## Színházi szerepei
A Színházi Adattárban regisztrált bemutatóinak száma: 163.
| - Scserbacsov: Dohányon vett kapitány...Anton Szvinyin - Dunajevszkij: Filmcsillag....Tolja - Molière: Tartuffe....Damis; Lojális úr - Barabás Tibor: Magyar jakobinusok....Laczkovics János - Mándi Éva: Hétköznapok hősei....Kovács - Mikszáth Kálmán: A Noszty fiú esete Tóth Marival....Krátki - Fagyejev: Az ifjú gárda....Ványa Zemnuhov - Tur: Villa a mellékutcában....Másodtitkár - Gabbe: Mesterek városa....Klik-Klak - Skvarkin: Idegen gyermek....Pribiljev mérnök - Pribiljev mérnök: Haza akarok menni....Kurt - Gáli József: Erős János....Szélvész herceg - Katajev: Az ezred fia....Árkász - Mihalkov: A vörös nyakkendő....Kocsubej - Fazekas Mihály: Ludas Matyi....Ferke - Aliger: Zója....Grisa - Romasov: Mindenkivel megtörténik....Ilja Bereszkov - Füsi József: Az aszódi diák....Dókay Ferkó - Ivanov: Páncélvonat....Misa - Jókai Mór: A kőszívű ember fiai....Zichy; Lánghy - Karinthy Frigyes: 'Tanár úr kérem' Jelenetek és egyfelvonásosok.... - Heltai Jenő: Szépek szépe....Szikora gr. - Slotwinski-Skowronski: Az igazgató úr nevenapja....Kalitka - Keszi Imre: Törvényen kívül....V. Guthi-Guthauser Ádám - Pirandello: Hat szerep keres egy szerzőt....Második színész - Rostand: A sasfiók....A francia attaché - Hubay Miklós: Egyik Európa....Skender - Nagy Endre: Nagy Endre est (A magyar kabaré 50 éve).... - Arany János: Toldi.... - Mátrai Betegh Béla: Peng a gitár....Fiú - Kálmán Imre: Cirkuszhercegnő....Slukk Tóni; Sergius Vladimir nagyherceg - Kohout: Ilyen nagy szerelem....Péter - Huszka Jenő: Lili bárónő....Frédi - Lászlóffy Lajos: Hamupipőke....Kucc - Ábrahám Pál: Viktória....Miki - William Shakespeare: Szentivánéji álom....Lysander; Theseus - Fall: Sztambul rózsája....Flórián - Shaw: Szent Johanna....Károly - Darvas József: Kormos ég....Miller - Frisch: És a holtak újra énekelnek (Requiem)....Karl - Ábrahám Pál: Hawaii rózsája....Buffy - Ábrahám Pál: Bál a Savoyban....Musztafa bej - Bágya-Szűcs: Elveszem a feleségem....Fürjes Elemér; Szabó Balázs - Dunajevszkij: Fehér akácok....Jákov - William Shakespeare: Vízkereszt....Bohóc - Rácz György: Játsszunk valami mást...!....A rendező - Tabi László: Űrmacska....Főpap - Fehér Klára: Kevés a férfi....Dr. Zeley - Jókai Mór: Az aranyember....Timár Mihály - Mesterházi Lajos: Pesti emberek....Béla - Lehár Ferenc: Luxemburg grófja....Sir Bazil - Achard: A féleszű lány (Az ostoba lány)....Camille Sévigné - Schiller: Ármány és szerelem....Ferdinánd; Von Walter - Dobozy Imre: Holnap folytatjuk....Laczkó - Huszka Jenő: Mária főhadnagy....Zwickli Tóbiás - Priestley: Mr. Kettle és Mrs. Moon botrányos esete....George Kettle - William Shakespeare: Coriolanus....Első római polgár - Tabi László: Most majd elválik....Várday Péter - Tolsztoj: Rakéta....Tabargyin - Krasna: Egy vasárnap New Yorkban....Mike - Tímár Máté: Élet a küszöb felett....Kovács Balázs - Remenyik Zsigmond: Saroküzlet....Moran - Aljosin: Örökké....Vjazin - Wilde: Hazudj igazat....Worthing John - Sardou-Najac: Váljunk el!....Des Prunelles - Tolsztoj: Feltámadás....Vlagyimir Ivanovics Szimonszon - William Shakespeare: Sok hűhó semmiért....Benedek; Leonato - Radzinszkij: 104 lap a szerelemről....Jevdokimov - Thomas: Szegény Dániel....Daniel - William Shakespeare: Szeget szeggel....Vincentio - Casona: A portugál királyné....Alfons király | - Szirmai Albert: Alexandra....A király - Hochhuth: A helytartó....XII. Pius pápa - William Shakespeare: Rózsák háborúja....Edward - Rozov: Érettségi találkozó....Alex - Thury Zoltán: Katonák....Marjay Sándor - Gosztonyi János: A sziget....Rafael herceg - Geyer: Gyertyafénykeringő....Báró - Brecht: A kaukázusi krétakör....A nagyherceg - Miller: Pillantás a hídról....Mr. Alfieri - Móricz Zsigmond: Légy jó mindhalálig....Pósalaky - Anouilh: Meghívás a kastélyba....Jousél - Szophoklész: Oidipusz király....Kreon - Arisztophanész: Lysistraté....A tanácsos - Illyés Gyula: Tiszták....En Marty - Dürrenmatt: A fizikusok....Möbius - Freed: Nyomozás....Irving Saypol - Whiting: Ördögök....Jean D'Armagnac - Rattigan: Az alvó herceg....Ő királyi fensége - Karinthy Ferenc: Pesten....Szakolcai - Babits Mihály: Laodameia....Hírnök - Örkény István: Egyperces novellák.... - Hegedüs Géza: Versenyt a szelekkel....Antonio Marcello - Tabi László: Családi dráma....Csobáncz Endre - Petőfi Sándor: Az apostol.... - Kőszegi Ábel: Töredék.... - Szakonyi Károly: A színház jegyében.... - Ungvári Tamás: Dóra jelenti.... - Stehlík: A bizalom vonala....Az elhagyott férj - Hernádi Gyula: Szép magyar tragédia....Őrnagy - Marcinkevičius: A székesegyház....Vak hegedűs - Gobby Fehér Gyula: A budaiak szabadsága....Sóárus - Voltaire: Candide.... - Schwajda György: Csoda magyar módra....Schuszter Vilmos - Krúdy Gyula: K-R-Ú-D-Y, avagy békeidők szép emléke....A kapitány - Nagy Lajos: Budapest Nagykávéház.... - Fejes Endre: Az angyalarcú....Őszhajú férfi - Wildgans: A hirdetés....Preberger - Salten: Finom lelkek....Rosenbaum - Görgey Gábor: Ünnepi ügyelet....Kiss - Kafka: Az átváltozás....Cégvezető - Tóth Ede: A falu rossza....Kónya - Katona József: Bánk bán....Mikhál bán - Madách Imre: Az ember tragédiája....Mihály főangyal; Péter apostol; Agg eretnek; Rudolf császár; Tudós - Bartók Béla: A fából faragott királyfi.... - Mándy Iván: Mélyvíz....Szakállas; Igazgató - Babel: Húsvét....Ludomirski úr - Gelman: Prémium....Ljubajev - Bartók Béla: A csodálatos mandarin.... - Bartók Béla: A kékszakállú herceg vára.... - Lope de Vega: A kertész kutyája....Octavio - Katona József: Jeruzsálem pusztulása....Flavius Iosephus - Milne: Micimackó....Bagoly - Kesserling: Arzén és levendula....Harper tiszteletes - Kemény-Kocsák: A zöld Kakadu....Lansac márki - Teleki László: Kegyenc....Szenátor - Bródy Sándor: Tanítónő....Kántor - Móricz Zsigmond: Fortunátus....Efraim - Petrusevszkaja: Zeneórák....Mitya bácsi - Feydeau: Bolha a fülbe....Baptistin - Hašek: Svejk....Petyátka - Steinbeck: Egerek és emberek....Gazda - Spiró György: Kőszegők....Öregember - Mann: Mefisztó....Thomas Brückner - William Shakespeare: Macbeth....Siward - Wilder: Hajszál híján....Mr. Hester - Kovách Aladár: Téli zsoltár....Klaas van Droeten - Márai Sándor: A kassai polgárok....Petrus főbíró - Sík Sándor: István király....Anasztáz érsek - William Shakespeare: Romeo és Júlia....Montague - Kálmán Imre: Csárdáskirálynő....Ferdinánd főherceg |

## Magyar Rádió
- Kemény Egon–Gál György Sándor–Erdődy János: Komáromi farsang (1957), daljáték 2 részben

## Filmográfia
| - Gyarmat a föld alatt (1951) - Láz (1957) - A császár parancsára (1957) - Éjfélkor (1957) - Vasvirág (1958) - Micsoda éjszaka! (1958) - A becsületrombolók (1959) - A harminckilences dandár (1959) - Négyen az árban (1961) - Sínek között (1962) - A férfi egészen más (1966) - Fiúk a térről (1967) - Szép magyar komédia (1970) - Horizont (1971) - A legszebb férfikor (1972) - Volt egyszer egy család (1972) - Emberrablás magyar módra (1972) - Lányarcok tükörben (1973) - Ártatlan gyilkosok (1973) - A dunai hajós (1974) - Pókháló (1974) - Hét tonna dollár (1974) - Ki van a tojásban? (1974) - Hogyan kell egy szamarat etetni? (1974) - A Pendragon legenda (1974) - Jelbeszéd (1974) - Ámokfutás (1974) - Az öreg (1975) - Úgy értettem, hogy vonat (1975) - Angi Vera (1979) - Cserepek (1981) - Ideiglenes paradicsom (1981) - Sose halunk meg (1993) - Menni, vagy nem menni? | - Bors (1968) - Őrjárat az égen (1970) - Egy óra múlva itt vagyok… (1971-1974) - Villa a Lidón (1971) - Egy ember és a többiek (1973) - Zrínyi (1973) - Megtörtént bűnügyek (1973) - Uraim, beszéljenek! (1974) - Téli sport (1974) - Utazás a Holdba (1974) - Tornyot választok (1975) - Sztrogoff Mihály (1975) - Felelet (1975) - Bach Arnstadtban (1975) - Karancsfalvi szökevények (1976) - Századunk (1981) - Mint oldott kéve (1983) - Bevégezetlen ragozás (1985) - Szomszédok (1991) - A pályaudvar lovagja (1992) - Frici, a vállalkozó szellem (1993) - Devictus Vincit (1994) - Kisváros (1996) |